# ويليام مينيزيس
ويليام مينيزيس (بالبرتغالية: William Amorim Martins de Menezes‏) (5 أبريل 1989 في البرازيل - ) هو لاعب كرة قدم برازيلي في مركز حراسة المرمى. لعب مع سانتو أندريه ونادي جوفنتودي ونادي كروزيرو ونادي كوريتيبا ونادي نوروستي الرياضي وEsporte Clube Itaúna ‏ وEsporte Clube Taubaté ‏ وPalestra de São Bernardo ‏ ونادي بوا إيسبورت.

## وصلات خارجية
- ويليام مينيزيس على موقع قاعدة بيانات كرة القدم.إي يو (الإنجليزية)
- ويليام مينيزيس على موقع Soccerway.com (الإنجليزية)